# Hafsa bint ʿUmar

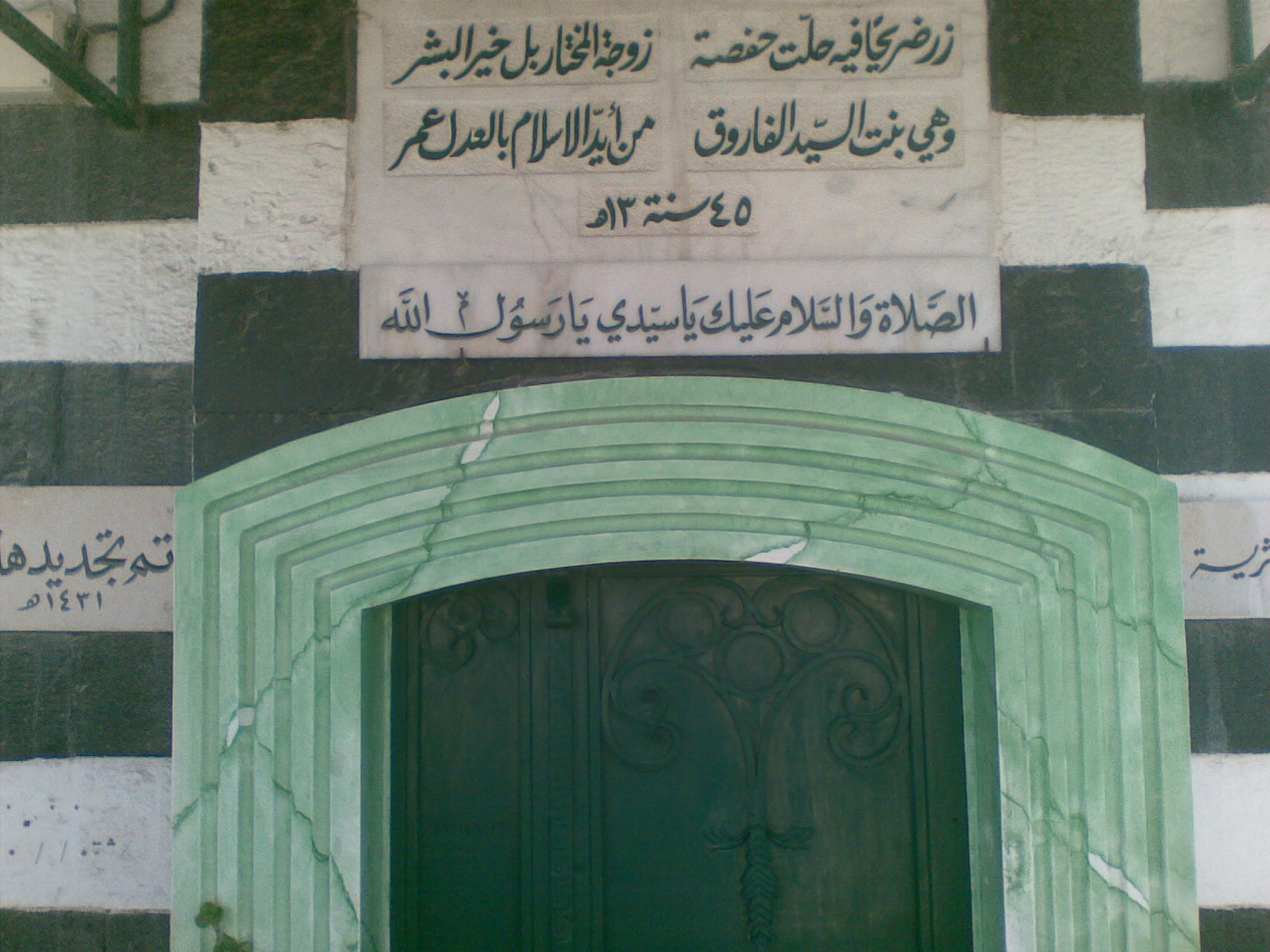
Schrein im Bab-as-Saghir-Friedhof bei Damaskus, das Hafsa bint Umar zugeschrieben wird.

Hafsa bint ʿUmar (arabisch حفصة بنت عمر, DMG Ḥafṣa bint ʿUmar * um 604 oder 606; † zwischen 661 und 665 in Medina) war eine Ehefrau des Propheten Mohammed und somit eine der Mütter der Gläubigen.

## Frühes Leben
Hafsa war die Tochter des zweiten Kalifen Umar ibn al-Chattab und Zaynab bint Maz'un. Ihre Mutter Zaynab ist die Schwester von Uthman ibn Maz'un, ein Gefährte von Mohammad. Sie ist fünf Jahre vor der Berufung des Propheten in dem Jahr geboren, als die Kaaba von den Quraisch wieder aufgebaut wurde, d. h. sie ist zwischen 605 und 606 n. Chr. geboren.

## Eheleben
Sie war zunächst verheiratet mit Chunais ibn Hudhafa, wanderte mit ihm nach Medina aus und wurde, nach dem Tod ihres Mannes auf dem Rückweg von der Schlacht von Badr, zur Witwe.
Nach dem Tod ihres Mannes heiratete sie Mohammad am 3. Schaban im Jahre 625 n. Chr., zwei oder drei Monate vor der Schlacht von Uhud. Es gibt historische Berichte, dass ihr Vater Umar ihre Hand Abu Bakr und 'Uthman ibn Affan erst anbot, aber diese ablehnten. Als Umar zu Mohammed ging, um sich darüber zu beschweren, soll Mohammed geantwortet haben: „Hafsa wird einen besseren als Uthman heiraten, und Uthman eine bessere als Hafsa.“ Diese historischen Berichte sind aber umstritten. Mohammad machte ihr ein Brautgeschenk (mahr) von 400 Dirham. Hafsa war zwischen 19 und 20 Jahre alt und ohne Kinder, als sie den 55 Jahre alten Mohammad heiratete.
Nach al-Balādhurī brachte eine Frau namens Schafa, die Tochter von 'Abdullah al-'Adwiyya, die in der vorislamischen Zeit eine gebildete Frau war, Hafsa nach Anordnung von Mohammad das Schreiben und Lesen bei.
Hafsa war zusammen mit Aischa in mehrere Intrigen gegen Mohammad verwickelt. Unter anderem wurden wegen ihrer Eifersucht auf die andere Ehefrau Zainab bint Dschahsch die ersten fünf Verse der Sure 66 als Warnung an die beiden offenbart.

## In der Zeit von Uthman
Nach dem Ableben von Mohammad und in der Zeit als Uthman ibn Affan als dritter Kalif regierte, verlangte Hafsa, dass ihre Magd getötet werden sollte, weil ihre Magd sie verzaubert hätte. Dies bezweifelte aber Uthman.
Es wird berichtet, dass Hafsa einen Schreiber des Korans gebeten hatte, nach ihr zu rufen, wenn er zu dem Vers 238 der zweiten Sure gelangt, damit er den Vers so schreibt, wie sie es wünschte.
Sie bewahrte nach dem Willen ihres verstorbenen Vaters auch die Koranmanuskripte, die während des Kalifats von Abu Bakr zusammengestellt wurden und gab Uthman im Zuge der Standardisierung des Korans die Manuskripte, die ihr später zurückgegeben wurden. Die Abschriften liegen aber heute nicht mehr vor.

## Rolle in der Kamelschlacht
Als in der Kamelschlacht Aischa gegen den vierten Kalifen 'Ali ibn Abi Talib rebellierte, beschloss Hafsa ebenfalls Aischa zu begleiten. Jedoch wurde Hafsa von ihrem Bruder davon herausgeredet. Sie befolgte damit im Gegensatz zu Aischa die eindringliche Warnung von Mohammad an seine Ehefrauen, nach seinem Ableben gemäß der Anweisung des Koran in 33:33 ihre Heimstätte nicht zu verlassen.
Als 'Ali in einem Ort namens Ziqar ankam, schickte Aischa einen Brief an Hafsa, in dem sie beschrieb, wie Ali und seine Streitkräfte belagert wurden. Hafsa war so sehr erfreut davon, dass sie die Kinder der Stämme Banu Taym und Banu 'Adi versammelte und dass sie ihren Dienstmädchen befahl Gedichte zu rezitieren und vor Glück zu jubeln. Umm Salama, eine Frau des Propheten, war sehr betrübt als sie davon hörte und ließ Umm Kulthum, eine Tochter 'Alis, anonym zu Hafsas Fest gehen. Umm Kulthum sollte Hafsa für ihre Feierlichkeiten im Namen von Umm Salama tadeln. Hafsa schämte sich danach und beendete das Fest.

## Tod
Über den Zeitpunkt ihres Todes besteht Uneinigkeit. Die meisten Historiker wie Ibn Sa'd und al-Zubayr ibn Bakkar, haben ihren Tod 45 Jahre nach der Hidschra bzw. 665 Jahre n. Chr. datiert. Nach anderen Angaben starb sie zwischen 661 und 665 n. Chr. Marwan ibn al-Hakam, der zu dieser Zeit Gouverneur von Medina war, sprach ihr Totengebet. Sie wurde auf dem al-Baqi Friedhof in Medina beigesetzt. Es gibt auch ein Grab auf dem Bab-as-Saghir-Friedhof in Damaskus, das ihr zugeschrieben wird.